# Битва при Марс-ла-Тур
Битва при Марс-ла-Тур (фр. Bataille de Mars-la-Tour, нем. Schlacht bei Mars-la-Tour), также известная как битва под Вьонвилем произошла 16 августа 1870 года во время Франко-прусской войны, неподалёку от французского города Марс-ла-Тур на северо-востоке Франции.

## Подготовка к битве
Первый эскадрон первого Ганноверского драгунского отряда № 9 под командой Оскара фон Блюменталя установил, что большая французская армия покинула город Мец, чтобы соединиться с другой французской армией под Верденом. Прусский генерал Константин фон Альвенслебен с 20 000 солдат (III корпус) немедленно выдвинулся навстречу французской армии, для того, чтобы дать бой ещё не соединённым французским армиям. Немцы надеялись внезапным ударом разбить врага, оттеснив его армию к бельгийской границе и не дать возможности французским армиям соединиться.

## Битва

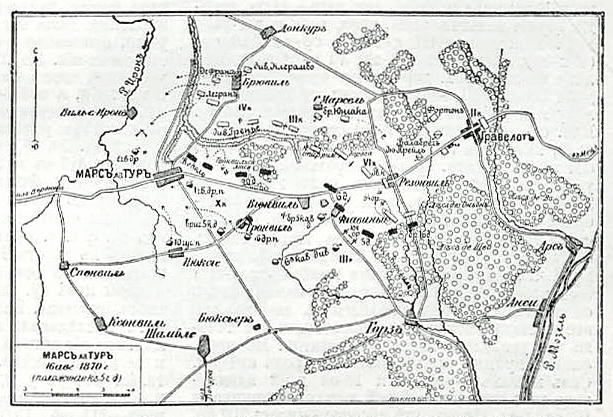
Театр военных действий
(рисунок из статьи «Марс-ла-Тур»,
«Военная энциклопедия Сытина»)

Сражение началось внезапным нападением прусской кавалерии под командованием Адальберта фон Бредова на французскую армию у Вьонвиля. Несмотря на соотношение сил 1 к 7, прусским кавалеристам удалось отбить этот важный город у неприятеля. Теперь французская армия оказалась в ловушке: на запад отступать было невозможно из-за потери Вьонвиля, на севере была нейтральная Бельгия, а с востока и юга наступали прусские войска. Несмотря на попытки численно превосходящих французов прорвать окружение, им этого сделать не удалось: 20 000 прусских солдат мужественно выдержали все атаки неприятеля. Особенно отличилась в боях прусская конница. Битва при Марс-ла-Тур стала одной из последних битв в истории Западной Европы, когда конница доминировала на поле боя.
Вторая часть битвы наступила с приходом на поле боя прусских подкреплений. К 20 000 пруссаков прибыло подкрепление — 60 000 солдат. Из-за нерешительных действий французского главнокомандующего Базена, французские солдаты были вынуждены всё время обороняться. Бой длился с переменным успехом до вечера. Ночью Базен приказал прекратить попытки продвижения на Верден.

## Конец битвы
Французы отступили на 11 км назад к Мецу и остановились на позиции Сен-Прива — Гравелот, где вскоре произошла новая битва между прусскими и французскими войсками.
В этом сражении происходили бои, в которых участвовало одновременно по 5000 всадников с каждой из враждующих сторон.